# Astropecten productus
Astropecten productus är en sjöstjärneart som beskrevs av Fisher 1906. Astropecten productus ingår i släktet Astropecten och familjen kamsjöstjärnor. Inga underarter finns listade i Catalogue of Life.